# ISLISP
ISLISP (или ISLisp) язык программирования из семейства языков LISP, спецификация которого была разработана рабочей группой ISO/IEC JTC 1/SC 22/WG 16 (обычно называемой просто SC22/WG16 или WG16). Целью разработки было определение компактного языка, который объединял бы в себе общие черты реально используемых в промышленных целях диалектов Лиспа и мог бы помочь преодолеть различия между ними.
Первый вариант был опубликован ISO в 1997 году под названием «ISO/IEC 13816:1997(E)». Обновление выпущено в 2007 году и опубликовано как «ISO/IEC 13816:2007(E)». Официальные публикации стандарта проходили через ISO, но доступны черновики спецификаций, находящиеся в общественном достоянии.
ISLISP характеризуется как «идеологически совместимый» с Common Lisp, он построен на тех же основных архитектурных принципах (лексическая область видимости, отдельные пространства имён для функций и переменных, макросистема, поддержка ООП), но не является его подмножеством. Спецификация ISLISP приблизительно в десять раз меньше по объёму, чем спецификация Common Lisp.

## Принципы и цели
Рабочая группа изучала основные "живые" на момент разработки диалекты Лиспа, в первую очередь Common Lisp, EuLisp, Le Lisp, и Scheme; в стандарт включались только общие для них средства.
Согласно сайту ISLISP.info, ISLISP строился на следующих принципах:
- Обеспечить совместимость с существующими диалектами Лиспа, где это возможно.
- Включить все базовые функциональные возможности.
- Реализовать объектно-ориентированные средства.
- Учитывать расширяемость.
- Считать приоритетными потребности промышленного программирования по отношению к академическим потребностям.
- Способствовать созданию эффективных реализаций и приложений.

ISLISP, подобно Common Lisp, поддерживает лексическую область видимости (хотя позволяет с помощью специальных средств использовать и динамические переменные), а также реализует отдельные пространства имен для функций и переменных (следовательно, это Lisp-2 ).
Объектная система ISLISP, ILOS, по большей части является подмножеством CLOS.

## Реализации
| Название      | Автор                                          | Полная реализация ISLisp | Архитектура                                                      | Язык реализации | ОС                                            | Лицензия                                                       | Доступность исходных текстов |
| ------------- | ---------------------------------------------- | ------------------------ | ---------------------------------------------------------------- | --------------- | --------------------------------------------- | -------------------------------------------------------------- | ---------------------------- |
| OpenLisp      | Eligis                                         | да                       | интерпретатор, компиляция в C                                    | C, Lisp         | Windows, macOS, Linux, BSD, AIX, Solaris, QNX | проприетарная                                                  | частично                     |
| OKI ISLISP    | Kyoto University and Oki Electric Industry Co. | да                       | компиляция в байт-код, исполнение байт-кода в виртуальной машине | C               | Windows                                       | нет данных                                                     | нет                          |
| PRIME-LISP    | Михаил Семёнов                                 | да                       | интерпретатор                                                    | C#              | Windows                                       | условно-бесплатная (свободно распространяется в бинарном виде) | нет                          |
| Iris          | TANIGUCHI Masaya (недоступная ссылка)          | нет                      | интерпретатор                                                    | Go              | любая                                         | Mozilla Public License 2.0                                     | да                           |
| Iris web REPL | TANIGUCHI Masaya (недоступная ссылка)          | нет                      | интерпретатор, компиляция в JavaScript                           | Go, JavaScript  | браузер                                       | Mozilla Public License 2.0                                     | да                           |
| Kiss          | Yuji Minejima                                  | пока нет                 | интерпретатор                                                    | C, Lisp         | any                                           | GPL v3+                                                        | да                           |
| ISLisproid    | GOMI Hiroshi                                   | нет                      | интерпретатор                                                    | Java            | Android                                       | проприетарная                                                  | нет                          |
| dayLISP       | Matthew Denson                                 | нет                      | интерпретатор                                                    | Java, Lisp      | любая                                         | BSD                                                            | да                           |
| Easy-ISLisp   | Kenichi Sasagawa                               | ?                        | интерпретатор, компиляция в C                                    | C, Lisp         | Windows, Linux                                | проприетарная (only for non-commercial use)                    | частично                     |
| Название      | Автор                                          | Полная реализация ISLisp | Архитектура                                                      | Язык реализации | ОС                                            | Лицензия                                                       | Доступность исходных текстов |

Две старые реализации, недоступные в настоящее время:
- TISL, создана Masato Izumi и Takayasu Ito (Tohoku University), интерпретатор и компилятор.
- G-LISP, создана Josef Jelinek, Java -апплет.